# Гърчиново
Гърчиново (Gürçinova) е село в Североизточна България. То се намира в община Опака, област Търговище.

## География
Селото е разположено в дълга и тясна котловина сред хълмове, по течението на Селското дере. Намира се на 25 км северозападно от Попово, на 100-200 м надморска височина. Землището му граничи с това на селата Церовец, Люблен, Крепча, Горско Абланово и Кацелово.
Състои се от следните махали: Бурунджука, Дере махала, Долната махала, Средната махала и Турската махала.
Асфалтирани пътища го свързват с градовете Попово и Русе и със селата Люблен и Крепча. До селата Горско Абланово и Кацелово водят черни пътища.

## История
Според старо предание селото дължи името си на гръцки търговец, направил хан в този район; постепенно се спирали хора и започнали да се установяват там, понеже било мирно и спокойно място.
Селото е дало жертви в Тутраканската епопея през 1916 г.

## Религии
- Християнска – източноправославна
- Мюсюлманска

## Обществени институции
- Кметство . Настоящ Кмет : Дончо Кънев Дончев .
- Народно читалище „Отец Паисий“
- Целодневна детска градина „Щастливо детство“(закрито)
- ОУ „Св. св. Кирил и Методий“ (закрито)
- Дом за стари хора

## Забележителности
- Паметник на гърчиновчаните, загинали за Родината, в центъра на селото, издигнат от скулптора Ради Атанасов през 1973 г.
- Паметник на загиналите гърчиновчани през Отечествената война 1944-1945 г. Открит е на 1 януари 1975 г.; намира се до шосето Опака – Люблен.

## Спорт
Местният футболен отбор се нарича „Урожай“ и играе в аматьорската А регионална футболна група. Отборът играе домакинските мачове на стадиона в селото. Най-големият успех за отбора е през 2008/2009, когато достига до промоция в А регионална футболна лига.

## Личности
Родени в Гърчиново
- Иван Цонев Михайлов - Каменарчето (1893 - 1923), изселен в Горна Джумая, каменар с комунистически убеждения, активист на местната комунистическа организация, участник в Септемврийското въстание с Горноджумайския отряд, в сражението на отряда край река Ковачица в Рила на 25 септември е пленен от дейци на ВМРО и още същата вечер е убит в Бачиново[2]